# お天気カメラ

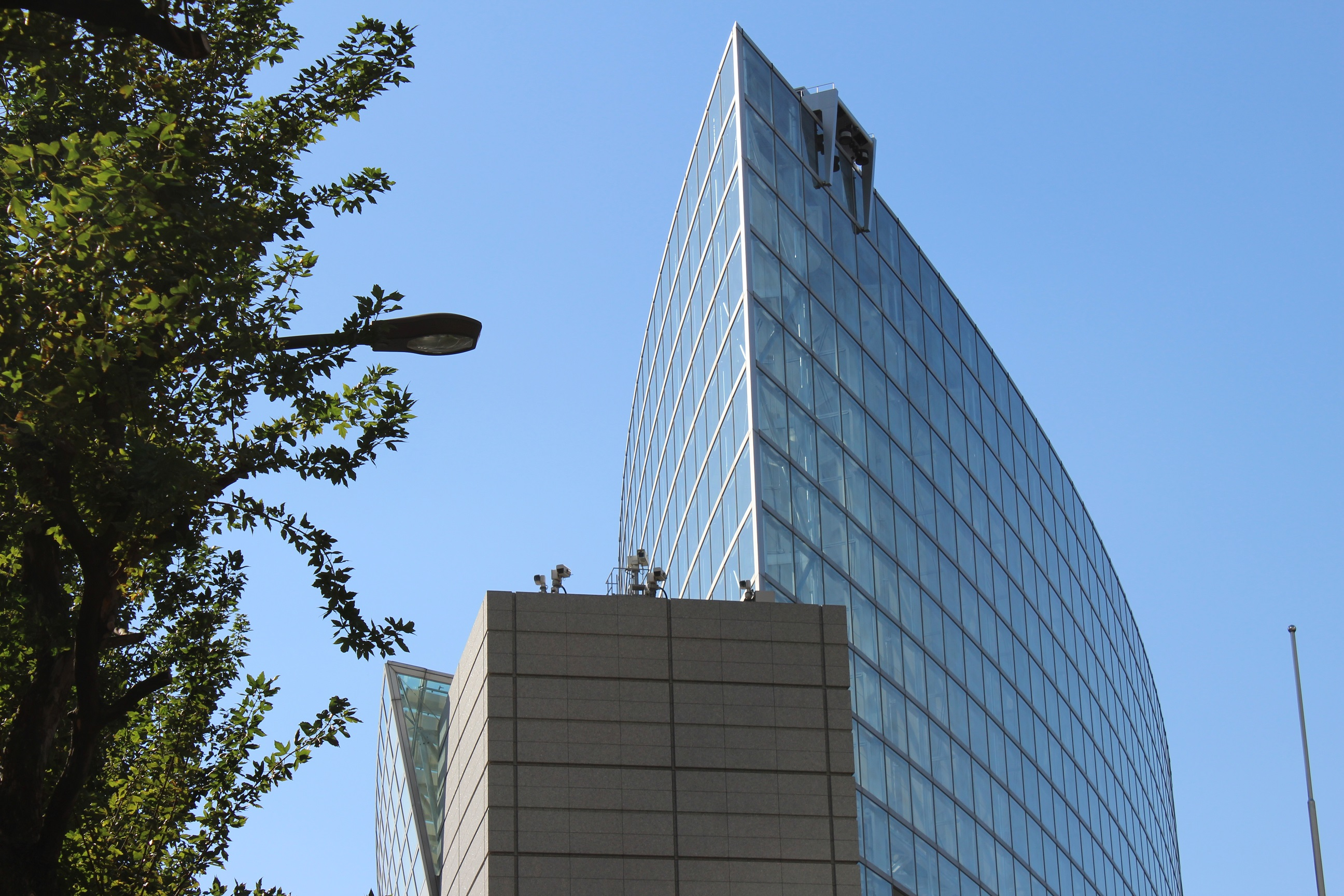
東京国際フォーラムの屋上に設置されているテレビ各局のお天気カメラ

お天気カメラ（おてんきカメラ）とは、テレビ放送局や、最近はインターネットの（主としてマスコミ系）サイトでも公開されている定点観測用のカメラ装置の総称である。放送業界では、「天カメ」と省略して言うことがある。また、NHKでは「ロボットカメラ」、民放では「情報カメラ」や「パノラマカメラ」など、独自の名称を付ける放送局もある。

## 発祥
TBSの朝の帯番組『モーニングジャンボ』（1971年4月スタート）の天気コーナーの中で、生の朝の風景をリレー中継で結んだのが始まり。最初は札幌（HBC 北海道放送）、東京（TBS 東京放送）、名古屋（CBC 中部日本放送）、大阪（ABC 朝日放送）、福岡（RKB毎日放送）、後に広島（RCC 中国放送）、仙台（TBC 東北放送）など基幹局を中心として順次拡大（リレー中継用の番組オリジナル曲も制作されていた）。後に『モーニングジャンボおはよう地球さん』『おはよう720』『おはよう700』『8時の空』といった早朝の情報番組内で積極的に活用されたことから、JNN系列局にお天気カメラが順次拡大されていった。また時期を同じくして、屋外に遠隔操作で動く現在に近い無人のカメラの開発が始まった。この後、TBSは独自の早朝お天気番組をスタートさせ『ウェザーショー・空飛ぶお天気スタジオ』で宇江佐りえをキャスターにクロマキー合成で各地と中継でお天気カメラと結び、JNN系列においてはこの番組の開始を契機として、ほぼ全局で最低1か所以上にお天気カメラの設置が完了した。
TBSは『モーニングジャンボ』スタートと同時に、全天候型屋外用電動旋回台（所謂「リモコン雲台」）を使用し遠隔操作が可能となったことから「お天気カメラ」と命名。以後、他社・他局の同様のカメラも同じ名前で呼ばれるようになる。ちなみに、初期のお天気カメラはスタジオで使用されている大型カメラを一部改造して使用しており、カメラハウジングも当然大型な物であったため、設置には大変な苦労が伴っただけではなく、現在のような所謂「リモコン雲台」が開発されていなかったことから、カメラ映像は上下左右の移動もできず、ズームも出来なかった。ただそれでも、当時としては「屋外の現在の様子を知る」ためのものとして画期的なものであった。

## 使用・運用形態
テレビ番組では主として報道・情報番組のタイトルコールや提供クレジット、CM前のキューカット映像などに使用されているが、主としてその地域の主要交通ターミナル所在地や放送局舎の屋上から撮影した映像が中心とされている。また昭和天皇の病状報道（1988年9月）を機に、テレビ局が放送休止中に災害や重大事件・事故が発生した場合に備えてテストパターン映像代わりのフィラーとして放送している局も多い。さらにカメラで撮影できる範囲内で火災が発生すると、発生現場方向を撮影し、ニュース映像として使う場合もある。
また、リポーターやディレクターだけを中継先に派遣し、中継車を使わずにお天気カメラの映像を通して中継を行う番組もある（日本テレビの「ラジかる!!」→「ラジかるッ」→「おもいッきりDON!」→「PON!」が有名）。この場合は、音声を取るために携帯電話を主に使用している。
屋外運用なので、カメラにワイパーが取り付けられるものが多い。レンズに雨粒や異物が付着した時は運用時間外に操作するが、極稀に本番中に操作を行うことがある。

## 設置場所

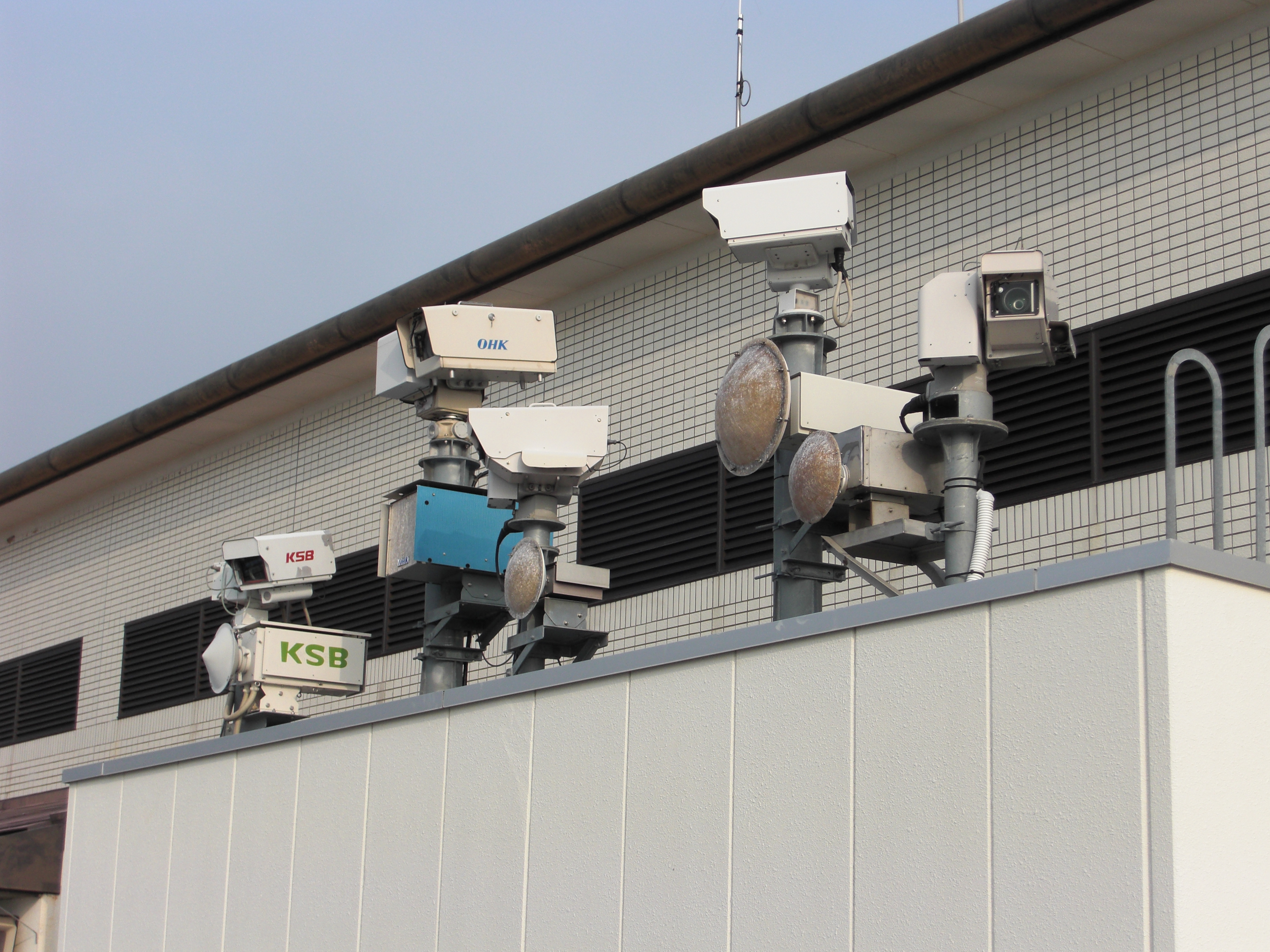
岡山空港旅客ターミナルビルに設置されているNHK岡山放送局と岡山・香川両県域民放テレビ5局のお天気カメラ

お天気カメラは周辺の様子が捉えやすい場所、目的を持って、その目的被写体に近い場所などを選ぶケースが多いが、一般的には各社の社屋屋上や隣接地のビル屋上などに設置するケースが多い。
さらには公共機関が建設した公共施設に取り付けられるケースも最近は少なくない。この場合のメリットとしては場所使用料が無料もしくは格段に安く配慮されているという点があげられる。
お天気カメラは、以下の場所に設置されている。
- 各放送局の屋上[注釈 3]・鉄塔（風景撮影、NTTの鉄塔に設置する放送局もある）
- 東京スカイツリー（地上375mの位置にNHKとキー局が2012年3月8日から運用開始[注釈 4][1]）
- 鉄道ターミナル駅至近（交通情報向け）
- 高速道路の本線料金所もしくは主要インターチェンジ至近（交通情報向け）
- 繁華街の大通りやスクランブル交差点など人通りが多い場所（風景撮影）
- 旅客空港のターミナルビル屋上など（交通情報や万一の航空機事故への初動対応）
- 港や川の河口など（風景撮影、台風接近時の高潮・高波関連、地震時の津波関連）[注釈 5]

また、以下の場所にも設置されている。
- 高層ビルの屋上（日本テレビ、TBS、フジテレビ、テレビ東京、読売テレビ)
- ホテル屋上に寒暖・風速計と共に設置される（サンテレビ、ABC、TBS）
- 公共水道の貯水タンク（静岡第一テレビ）
- 企業の本社ビルの屋上（文溪堂本社でのCBC、大林組本社でのMBSなど。他の目立つ例としては、NHK及び在京各局が皇居を見通せる位置に設置している情報カメラもそれぞれ企業の本社ビルやオフィスビルの屋上に設置されている。）
- 地下鉄の出入り口の屋根部分の低い視点への設置（渋谷スクランブル交差点）（NHK、日本テレビ、テレビ朝日、テレビ東京）
- 新宿駅南口周辺に設置している局（NHK、TBS）は、いずれも建物の3 - 4階レベル[注釈 6]の位置に設置されている。
- 原子力発電所を見通せる場所（例：柏崎刈羽原子力発電所を撮影するために、新潟県内のNHKと全民放テレビ局が周辺に情報カメラを設置している。これは、地震が発生した場合、発電所の様子を映す必要があることと、何らかの事故が発生した場合に迅速かつ安全に発電所の様子を伝える必要があるからである。）

さらに、期間限定で特定の場所に設置されるケースもある（この項の内容は一部後述されているものもある）。
- プロ野球開催シーズンに放映権を持つ球場にて設置されるケース。カメラ自体は常設しているものの、稼働期間がシーズンに限定されている（例・阪神甲子園球場でのABC）。
- 冬季限定でスキー場に設置されるケース。ただしカメラ自体は常設しているものの、稼働期間が冬季に限定されている[注釈 7]。
- 桜開花の時期に限って無人カメラを臨時に設営して運用するケースもある。例としてTBSテレビ（神奈川県松田町、東京都台東区上野公園不忍池など）、毎日放送（大阪府岬町・みさき公園、兵庫県神戸市灘区・王子動物園など）がある[注釈 8]。
- かつて、フジテレビではゴールデンウイークのイベントとして国際スポーツフェア→LIVE UFOが行われていたが、その当時は会場である国立代々木競技場（体育館周辺）を俯瞰で見渡せる場所に期間限定で無人カメラを設置し、関連番組や報道番組のタイトルバックなどで使用していた。

## NHKのお天気カメラ
【この項に限っては、「お天気カメラ」の名称を日本放送協会（NHK）が呼称している「ロボットカメラ」で統一する。】
NHKでは、大規模災害や現在進行形の大きなニュース（立てこもりやバスジャックなど）が発生した場合、深夜の時間帯を特別編成にする関係から、フィラーとしてロボットカメラが撮影した映像を放送する場合がある。
- 1995年の阪神・淡路大震災発生以後3月までの間、関西地方では午前0時過ぎ（当時の放送終了時刻）から早朝放送開始の6時までの間、神戸市内のロボットカメラが撮影した映像に乗せて、ロールテロップによる震災関連情報を放送した。
- 2000年の有珠山噴火の時も3月30日の発生当初から1週間程度はミッドナイトチャンネルの放送を休止して、それ以後も4月28日まで同番組終了後から基点の5時まで有珠山周辺の定点観測カメラからの映像を放送した。
- 2004年の新潟県中越地震でも10月24日（日付上は25日）以後11月7日まで同番組の再放送を休止して、また11月8日 - 14日も番組終了後から基点の4:30（土・日は5時）まで新潟県長岡市内などのロボットカメラが撮影した映像を放送した。

また、ロボットカメラの映像これまでは放送以外で一般に公開されていなかったが、2023年からは各放送局（横浜・さいたま・千葉放送局を除く）ごとに1地点の映像が、NHKのニュースサイトと「NHKニュース・防災」アプリで配信されている。

### 定点カメラネットワークシステム
出典:
NHKは、富士通製のリアルタイム伝送装置と、NTTコミュニケーションズの常時接続IP網フレッツ（ADSL/光）を利用してロボットカメラの集中管理システムを構築・運用している。設置数は2013年4月時点で347台であったが、2022年までに850か所に増設された。
各情報カメラからの映像はHD/SD両対応のリアルタイム伝送装置により、H.264（MPEG-4 AVC）形式に圧縮され、IP網を利用し、NHK放送センターと大阪放送局へ伝送される。通常は光回線を利用して伝送するが、ISDN・ADSL回線を使用している場所もある。また、リアルタイム伝送装置には定点カメラ制御用のRS-232C端子が付いているため、各放送局の制御端末では担当区域内のカメラの制御が可能であるほか、NHK放送センターと大阪放送局の制御端末からは全国全てのカメラの制御が可能となっている。さらに、伝送装置には音声入力部（ステレオ対応）も付いているため、同システムで利用する定点カメラにはマイクが付加されているものが多い。
設置場所は放送局の屋上や行政機関の建物などのほか、簡易なIPカメラを携帯電話基地局の電柱や鉄塔に設置している事例もある。IPカメラの映像は平時の放送ではほとんど使われず、地震や大雨など災害時に使用される。

### 主な設置場所
北海道
札幌（札幌放送局）、大通公園（さっぽろテレビ塔）、札幌駅、小樽、丘珠空港、新千歳空港、函館、函館港、五稜郭、函館山、函館空港、新函館北斗駅、大沼公園、木古内町、森町、江差町、岩見沢、旭川、旭川空港、富良野、伊達、室蘭、苫小牧、長万部町、北見、紋別、紋別空港、女満別空港、網走、稚内、稚内空港、羽幌町、留萌、天塩町、名寄、白糠町、厚岸町、豊頃町、浦河町、新ひだか町、えりも町、襟裳岬、広尾町（十勝港）、釧路町、釧路（釧路放送局）、釧路空港、弟子屈町、浜中町、帯広（帯広放送局）、帯広空港、別海町、松前町、根室、納沙布岬、中標津空港、枝幸町、斜里町（ウトロ港）、中山峠、奥尻町、利尻空港、礼文島、泊原発
東北
青森（青森放送局）、青森空港、弘前（弘前支局）、深浦町、五所川原、三沢空港、八戸（八戸支局）、八戸港、鰺ヶ沢町、東通原発、六ヶ所再処理工場、龍飛崎、秋田（秋田放送局）、秋田港、秋田空港、能代、男鹿、横手、由利本荘、にかほ、鹿角、大館、大館能代空港、田沢湖、大仙市刈和野、横手市大屋新町、盛岡（盛岡放送局）、開運橋、盛岡駅、宮古、釜石、一関、久慈、大船渡、花巻空港、山形（山形放送局）、山形空港、酒田、鶴岡、鼠ケ関、米沢、新庄、仙台 一番町、仙台駅前、定禅寺通、仙台 泉区、仙台港、仙台空港、石巻、気仙沼、南三陸町、亘理町、松島町、女川原発、蔵王町、福島（福島放送局）、郡山（郡山支局）、いわき 小名浜、会津若松、喜多方、福島第一原発、福島空港、相馬市尾浜
東京
渋谷区（NHK放送センター）、渋谷駅前、東京スカイツリー、秋葉原、東京駅、丸の内、新宿駅、西新宿、新橋駅、六本木、芝浦、隅田川（佃大橋付近）、銀座、浅草、日本橋（江戸橋JCT付近）、江東区、高砂、千住、赤羽、品川、世田谷区（放送技術研究所）、羽田空港、光が丘、八王子駅、立川、町田、伊豆大島（大島町役場）、三宅島、新島、神津島、八丈島（東海汽船八丈島営業所）、父島
関東（東京以外）
宇都宮（宇都宮放送局）、小山、足利、那須町、明智平、半月峠、鬼怒川温泉、水戸（水戸放送局）、水戸駅、千波湖、茨城空港、つくば、古河、日立、神栖、筑西、行方、東海第二原発、大洗町、前橋（前橋放送局）、高崎、太田、桐生、館林、草津町、谷川岳、さいたま浦和区（さいたま放送局）、大宮、川越、高坂SA付近、羽生IC付近、所沢、三郷JCT、熊谷、新座料金所、長瀞町、千葉 中央区（千葉放送局）、幕張、新浦安駅前、成田、成田空港、木更津金田IC付近、銚子、旭（刑部岬）、勝浦、南房総、一宮町東浪見、富津市金谷、横浜 中区（神奈川芸術劇場/横浜放送局）、桜木町、川崎港、多摩川（新二子橋付近）、藤沢、大和、横須賀、三浦、東京料金所、松田町、小田原、箱根町 芦ノ湖
甲信越
新潟（新潟放送局）、万代、新潟西港、新潟空港、弥彦山、村上、長岡、柏崎、湯沢町、柏崎刈羽原発、佐渡 両津、佐渡 相川、長野（長野放送局）、長野駅、松本、松本空港、上田、諏訪、飯田、木曽町、南木曽町、軽井沢町、山ノ内町、白馬村、甲府（甲府放送局）、甲府駅前、富士吉田、大月、小淵沢、上野原（上野原IC）、河口湖、三ツ峠、富士ヶ嶺
東海
名古屋（NHK名古屋放送センタービル/名古屋放送局）、名古屋駅、名古屋港、豊橋（豊橋支局）、蒲郡、豊田、中部国際空港、南知多町（師崎港）、静岡（静岡放送局）、静岡 葵区、日本平、清水港、由比、静岡空港、沼津、下田、伊東、熱海、焼津、御前崎、富士宮、小山町、浜松アクトタワー、浜松駅、舞阪、西伊豆町、津（津放送局）、桑名、四日市、志摩、鳥羽、尾鷲、熊野、岐阜（岐阜放送局）、金華山、多治見駅、高山、下呂、関ケ原町、郡上
北陸
金沢（金沢放送局）、金沢駅、香林坊、兼六園、能登空港、小松空港、加賀、輪島、珠洲、志賀原発、福井（福井放送局）、福井駅、坂井、あわら、大野、敦賀、小浜、高浜原発、富山（富山放送局）、富山駅前、富山空港、呉羽山、高岡、氷見、滑川、黒部ダム、黒部市生地
近畿
大阪 中央区（大阪放送会館/大阪放送局）、梅田、新大阪駅、難波、咲洲、大阪空港、堺、泉佐野、関西空港、京都（京都放送局）、京都駅、四条大橋、清水寺、嵐山、深草BS付近、大山崎町、福知山、舞鶴港、神戸（神戸放送局）、神戸港、舞子、神戸空港、摩耶山、尼崎、姫路、豊岡、但馬空港、南あわじ、新温泉町諸寄、和歌山（和歌山放送局）、和歌山駅前、御坊、海南、田辺、白浜町、広川町、串本町、潮岬、日高川町、南紀白浜空港、すさみ町、那智の滝、奈良（奈良放送局）、奈良県庁、近鉄奈良駅、天理、大津（大津放送局）、におの浜、瀬田西IC付近、高島、草津、彦根、守山、長浜
中国
広島 中区（広島放送局）、広島 南区、広島駅、広島 安佐南区（広島IC付近）、広島 安芸区、宮島、呉、東広島、安芸太田町（筒賀PA）、福山、北広島町、三次、尾道、庄原市高野町、岡山（岡山放送局）、倉敷美観地区、鷲羽山、玉野、岡山空港、津山、新見、真庭市蒜山、松江（松江放送局）、美保関、大田、江津、浜田、出雲、出雲空港、津和野町、石見空港、西郷港、隠岐空港、鳥取（鳥取放送局）、鳥取砂丘、鳥取空港、境港、米子、米子空港、倉吉、湯梨浜町、山口（山口放送局）、下関、宇部、周南、岩国、萩、長門 仙崎、山口宇部空港
四国
松山（松山放送局）、道後温泉、松山空港、来島海峡、新居浜、西条、四国中央、宇和島、大洲、八幡浜、久万高原町、愛南町、伊方原発、高松（高松放送局）、高松港、高松空港、丸亀、観音寺、東かがわ市引田、宇多津町、小豆島（土庄港）、徳島（徳島放送局）、徳島駅前、眉山、徳島空港、小松島市和田島町、美馬、美波町、海陽町、那賀町、高知（高知放送局）、五台山、桂浜、高知空港、宿毛、須崎、室戸、土佐清水、足摺岬、東洋町
九州
福岡（福岡放送局）、天神、福岡タワー、博多駅、博多港、福岡空港、飯塚、久留米、うきは市吉井町、北九州 小倉北区（北九州放送局）、小倉駅北口、門司港、北九州空港、芦屋町、熊本 中央区（熊本放送局）、通町筋、白川、熊本空港、南阿蘇村、八代、天草、宇城、人吉、阿蘇市役所、長崎（長崎放送局）、稲佐山、長崎空港、野母崎、佐世保、平戸、松浦、福江島、南島原、対馬空港、新上五島町、大分（大分放送局）、大分駅前、佐伯、別府、九重町、大分空港、佐賀（佐賀放送局）、佐賀駅、佐賀空港、鹿島、鳥栖、鳥栖JCT、唐津、宮崎（宮崎放送局）、宮崎駅前、大淀川（橘橋付近）、宮崎空港、延岡、串間、日向、日南 油津、川南町、硫黄山、鹿児島（鹿児島放送局）、鹿児島中央駅、鹿児島空港、枕崎、薩摩川内、川内原発、志布志、垂水、種子島、屋久島、奄美 名瀬、硫黄島、口永良部島、諏訪之瀬島、沖永良部島 和泊町、徳之島町
沖縄
那覇（沖縄放送局）、那覇港、那覇空港、嘉手納町、名護市東江、辺野古、中城村、宮古島、宮古空港、石垣島、石垣空港、南大東島、与那国島

## 可搬型お天気カメラ
カメラの維持には設置場所に対する使用料が必要なケースもあり、それとは別に回線の敷設やカメラ自体の維持管理などにコストがかかる。このため可搬型の「臨時お天気カメラ」などは設置しづらい状況にあったが、最近の通信環境の劇的な変化に伴い、インターネット通信網や光ファイバー通信網などを利用した新しい形のシステムが登場している。例として、TBSが八丈島に初めて設置した「IPお天気カメラ」が挙げられる。TBSではその後、八丈島を常設とする一方、別の新たなIP伝送式可搬型お天気カメラを導入しており、2008年末までに上野・不忍池や神奈川・松田町、神奈川・箱根町などで期間限定の運用実績を持つ。

## エピソード
- 1994年4月26日：名古屋空港にて中華航空140便墜落事故（中華航空140便が着陸に失敗、墜落）が発生したが、この際名古屋空港にお天気カメラを常設していた数局のうち、稼動させていたのが民放では東海テレビ（THK・FNN）のみであったため[注釈 10]、炎上する飛行機の様子をほぼ独占的に撮影し、放送に乗せたことから、他局も「空港にお天気カメラを設置する必要性」を認識、以後各局が各地域の拠点空港内にお天気カメラを常設するケースが増えたと言われている。
- 2002年：和泉節子・和泉元彌母子による“Wブッキング騒動”（岐阜→岡山）があった際、中部日本放送（CBC・JNN）が名古屋空港のお天気カメラを通じて和泉母子のヘリコプターからチャーター機への乗り換えの瞬間を同局の生番組『晴れ・どきドキ晴れ』（中京ローカル）の枠内で生中継することに成功した。一方、当時同番組の前枠で放送されていた、同日の全国ネット番組『リアルタイム』では、制作局の毎日放送が大阪から元彌の公演先である岐阜県に中継車を出して追跡生中継を行ったものの失敗に終わった。
- 2009年3月23日：成田空港に着陸しようとしていた中国・広州発のフェデックス・エクスプレス80便（MD-11型機、乗員2人、貨物便のため乗客なし）が突風にあおられ、着陸に失敗して炎上した瞬間が、NHKおよび在京各局が設置していたお天気カメラにより撮影され、国内外に配信された。
  - 同様に、2024年1月2日夕方に羽田空港で発生した日本航空機と海上保安庁機の衝突事故でも、NHKと在京各局が国内線第2ターミナルビルに設置したお天気カメラにより、JAL機と海保機が衝突する瞬間が撮影され、ニュース番組などでその瞬間などが放送された[5][6][7]。
- 2011年3月12日：この前日発生した東日本大震災では、福島中央テレビ（FCT・NNN）が17km離れた山中に設置し、東京電力の福島第一原子力発電所に向けた情報カメラによって発電所の建屋が大きく爆発する瞬間が2回とも捉えられ、大きく報道された。他局のカメラはさらに近い場所に設置されていたが使用不能となっていたため唯一の映像記録となった。福島中央テレビの所有するこの映像の使用料は1秒あたり3000円である[8][9]。
- 2024年1月1日に発生した石川県能登半島沖地震では緊急地震速報の発生で緊急放送に切り替えたNHKで珠洲市役所前のカメラが映された後、最大震度7を記録した本震が発生し大きな揺れとともに画面内で古い家屋が倒壊し土煙を上げる瞬間がそのまま放送された。

## 放送エリア外にあるお天気カメラ
- TBSテレビが、エリア外の新潟県苗場にある苗場スキー場にカメラを設置し、冬季のみ稼動している。尚、このエリアは、本来新潟放送の放送エリアである。
- 静岡県熱海市および伊東市にNHK及び在静民放各社[注釈 11]がそれぞれ設置しているカメラは、各系列の在京キー局でも常時モニターしており、そのまま放送に載せることが可能である。これは、静岡県伊豆地方（特に伊豆半島東側）が正式な在京局の放送エリアではないものの、電波が直接受信できていたことからテレビ東京を含む在京広域5局とテレビ神奈川を直接受信する世帯が多いための配慮でもあると同時に、以前から有感地震が比較的多い場所柄を考慮して、在京局でも初動対応を考慮しての措置である。
- エリア外で系列局の存在しない地域では、以下の地域にお天気カメラを設置している。
  - 日本テレビ
    - 沖縄県那覇市の那覇空港。

  - フジテレビ
    - 青森県青森市の青森空港（同社青森支局の運営）。
    - 山梨県甲府市。

  - テレビ朝日
    - 山梨県南都留郡山中湖村のコーユー倶楽部山中湖畔サロン。
    - 富山県富山市の富山空港。
    - 鳥取県境港市の米子空港。
    - 島根県出雲市の出雲空港。
- エリア外で系列局の存在しない地域でキー局以外がお天気カメラを設置する例もある。
  - NNN・NNS系列
    - FBS福岡放送
      - 佐賀県佐賀市の佐賀空港。
      - 佐賀県唐津市の波戸岬。

  - JNN系列
    - IBC岩手放送
      - 秋田県秋田市の秋田港（ホテルルートイン秋田土崎屋上）。

    - MRO北陸放送
      - 福井県福井市の福井駅前（三谷商事本社ビル屋上）。

    - MBS毎日放送
      - 徳島県板野郡松茂町の徳島空港。
      - 福井県小浜市。

    - RKB毎日放送
      - 佐賀県佐賀市。

  - FNN・FNS系列。
    - mit岩手めんこいテレビ
      - 青森県八戸市。

    - KTV関西テレビ（カンテレ）
      - 徳島県徳島市の徳島駅前。

    - tssテレビ新広島
      - 山口県岩国市の岩国錦帯橋空港。

    - TNCテレビ西日本
      - 山口県下関市の海峡ゆめタワー。

  - ANN系列
    - ABC朝日放送テレビ
      - 徳島県板野郡松茂町の徳島空港。

    - KBC九州朝日放送
      - 佐賀県佐賀市の佐賀空港。

## 主なメーカー
- ミカミ - カメラハウジングで市場をほぼ独占する。
- キヤノン - 放送局市場でのシェア第1位。 NHK、民放ともに高いシェアを誇る。内蔵されているカメラは、パナソニック製、池上通信機製、日本電気製等が多いが、近年は従来機とともにカメラも自社製の小型タイプも多く納入されている。
- 富士フイルム - 「FUJINON（フジノン）」ブランドの「屋外用リモコン雲台システム」として、キヤノンに次いでシェアを伸ばしている。